# Constance Wu
Constance Tianming Wu (Richmond, Virginia, 1982. március 22. –) amerikai színésznő.
Leghíresebb szerepei Kathy az EastSiders című websorozatból és Jessica Huang az Amerika Huangjai című televíziós sorozatból. A színésznő 2017-ben bekerült a Time 100 legbefolyásosabb emberének listájára.

## Élete
Wu a virginiai Richmondban született egy tajvani-amerikai család részeként. Szülei Tajvanból emigráltak az Egyesült Államokba, apja biológiai és genetikaprofesszor a Virginia Nemzetközösségi Egyetemen, anyja számítógépes programozó. Wu a Douglas S. Freeman High School-ban végzett, a helyi színházban kezdett színészkedni, majd részt vett egy hat hónapos programon a Lee Strasberg Theatre and Film Institute-ban.

## Filmográfia

### Filmek
| Bemutató | Cím                              | Szerep       |
| -------- | -------------------------------- | ------------ |
| 2006     | Stephanie Daley                  | Jenn         |
| 2006     | A rombolás ideje                 | Michelle     |
| 2007     | Year of the Fish                 | Lucy         |
| 2011     | Sound of My Voice                | Christine    |
| 2012     | Watching TV with the Red Chinese | Kimi Hu      |
| 2013     | Best Friends Forever             | Melanie      |
| 2013     | Ties                             | Shannon O    |
| 2013     | Taylor Manifest                  | Val          |
| 2013     | Gyilkos gyanú                    | Kym          |
| 2014     | Electric Slide                   | Mika Oh      |
| 2015     | Parallels                        | Polly        |
| 2017     | Nine Minutes                     | Jenn         |
| 2017     | The Feels                        | Andi         |
| 2017     | A Lego Ninjago film              | Polgármester |
| 2018     | Crazy Rich Asians                | Rachel Chu   |
| 2018     | All the Creatures Were Stirring  | Gabby        |
| 2018     | Low Budget Ethnic Movie          | Sara         |
| 2019     | A kívánságsárkány                | Édesanya     |
| 2021     | Egyszerű ember voltam            | Grace        |
| 2022     | Krokodili                        | Mrs. Primm   |
| 2022     | East Bay                         | Sara         |

### Sorozatok
| Bemutató | Cím                                      | Szerep            |
| -------- | ---------------------------------------- | ----------------- |
| 2006     | Esküdt ellenségek: Különleges ügyosztály | Candy             |
| 2007     | One Life to Live                         | Laudine Lee       |
| 2011     | Torchwood                                | Shawnie Yamaguchi |
| 2012     | EastSiders                               | Kathy             |
| 2013     | Browsers                                 | Prudence Yu       |
| 2013     | Kettős ügynök                            | Wendy Chen        |
| 2014     | Franklin és Bash                         | Caroline Chilton  |
| 2014     | High Moon                                | Mikiko Kobiyashi  |
| 2015     | Childrens Hospital                       | Pepsi Lamarr      |
| 2015     | Amerika Huangjai                         | Jessica Huang     |
| 2016     | Luxusdoki                                | Amy Chang         |
| 2017     | A 404-es dimenzió                        | Jane              |
| 2021     | Egyedül és együtt                        | Jenny             |
| 2022     | A végső lista                            | Katie Buranek     |
| 2023     | Vilma                                    | Diána Blake       |